# 真・感覚ラジオ番組 小野坂・伊福部のyoungやんぐヤング
真・感覚ラジオ番組 小野坂・伊福部のyoungやんぐヤング（しん・かんかくラジオばんぐみ おのさか・いふくべのヤングやんぐヤング）は、小野坂昌也と伊福部崇がパーソナリティを務めたラジオ番組。
BSQR開局と同時にスタート。2時間生放送にもかかわらず、地上波で無いことを活かした無茶苦茶なトークと企画を行っていた。
また最終回はレマン湖スペシャルと銘打った、4時間生放送を決行した(実際は第一部と第二部の間に１時間の他番組を挿入した5時間放送だった)

## 概要
- 放送期間：第01回 2000年12月4日 - 第69回 2002年3月25日

2000年11月25日に「超機動放送アニゲマスター」内でプレ放送が10分間放送された。
また、2006年03月27日にBSQR閉局特番として一度だけ復活し4時間放送された。
2010年04月06日に超!A&G+にて放送された「小野坂昌也のSay!You Young」では小野坂と伊福部の二人がパーソナリティを担当した。
- 放送局：BSQR489
- 放送時間：月曜日21:00 - 23:00
- パーソナリティ：小野坂昌也、伊福部崇

## ゲスト
- 第01回:池澤春菜
- 第04回:堀江由衣
- 第06回:池澤春菜、田村ゆかり
- 第08回:小島幸子
- 第13回:田村ゆかり
- 第17回:池澤春菜、榎本温子、櫻井孝宏
- 第19回:髙橋麻里
- 第22回:榎本温子
- 第27回:田村ゆかり
- 第28回:櫻井孝宏
- 第31回:池澤春菜
- 第36回:倉田雅世、おたっきぃ佐々木
- 第43回:池澤春菜、森久保祥太郎
- 第48回:三重野瞳
- 第57回:菊池志穂、田村ゆかり、豊口めぐみ、うえだゆうじ
- 第60回:三重野瞳、K-hideki
- 第63回:高橋美佳子
- 第69回:三重野瞳、田村ゆかり、菊池志穂、高橋美佳子、小西克幸
- リターンズ:茅原実里、松来未祐、諏訪部順一 コメント:池澤春菜、榎本温子、田村ゆかり、櫻井孝宏

| BSQR489 月曜21:00-23:00枠 | BSQR489 月曜21:00-23:00枠                                                            | BSQR489 月曜21:00-23:00枠                                                           |
| 前番組                    | 番組名                                                                               | 次番組                                                                              |
| ------------------------- | ------------------------------------------------------------------------------------ | ----------------------------------------------------------------------------------- |
| 開局前                    | 真・感覚ラジオ番組 小野坂・伊福部のyoungやんぐヤング （2000年12月4日-2002年3月25日） | ラジオ・パイオニア～まほろDE放送局～ （再放送） （2002年4月-2002年9月） 21:00-22:00 |